# Philipp Zeiger
Philipp Zeiger (* 28. Juni 1990 in Dresden) ist ein deutscher Fußballspieler. Er spielt auf der Position des Innenverteidigers.

## Karriere
Zeiger wechselte als 16-Jähriger vom FV Dresden-Nord in die Jugendabteilung von Dynamo Dresden. Sein Profidebüt in der 3. Liga gab er am 28. Juli 2009 (2. Spieltag), als er bei der 0:1-Auswärtsniederlage der Elbestädter gegen den SV Wehen Wiesbaden in der 89. Spielminute für Halil Savran eingewechselt wurde. Nach 16 Einsätzen (kein Tor) in seiner Premierensaison verlängerte Zeiger Anfang Juli 2010 seinen Vertrag um zwei Jahre bis zum 30. Juni 2012. Der neue Kontrakt beinhaltete gleichzeitig eine einjährige Leihe an den Regionalligisten VFC Plauen.
Nach seiner Rückkehr zu Beginn der Saison 2011/12 wurde Zeiger nicht wieder in den Kader der ersten Mannschaft von Dynamo Dresden übernommen. Daher wurde sein Vertrag bei den Elbestädtern im beiderseitigen Einvernehmen aufgelöst und er unterschrieb einen neuen Zweijahreskontrakt beim VFC Plauen, seinem Leihverein aus der Vorsaison.
Beim VFC Plauen absolvierte Zeiger in den Spielzeiten 2010/11 und 2011/12 insgesamt 56 Spiele, in denen er drei Treffer erzielte, bevor er ablösefrei beim Hallescher FC einen Vertrag bis zum 30. Juni 2014 unterschrieb.
Nach den zwei Jahren beim Halleschen FC, in denen er 37 Spiele für die 1. Mannschaft bestritt, wechselte er im Sommer 2014 in die Regionalliga West zu Rot-Weiss Essen. Mit den Essenern gewann er 2015 und 2016 den Niederrheinpokal. Im Sommer 2020 wechselte er in die Regionalliga Nordost zur VSG Altglienicke. In drei Spielzeiten kam Ziegler hier zu 74 Ligaeinsätzen und schoss 4 Tore, ehe er im Sommer 2023 zum SV Babelsberg 03 wechselte.

## Erfolge
- Berliner Landespokalsieger 2020 mit VSG Altglienicke
- Niederrheinpokalsieger 2015, 2016 und 2020 mit Rot-Weiss Essen
- Sachsenpokalsieger 2009 mit Dynamo Dresden